# Алиханов, Борий Батырович
Бо́рий Баты́рович Алиха́нов (узб. Boriy Botirovich Alixonov; род. 8 июня 1961 года, Ташкент, УзССР, СССР) — узбекистанский политический деятель, с 8 января 2019 года лидер Экологической партии Узбекистана, с декабря 2019 года депутат законодательной палаты Олий Мажлиса Республики Узбекистан 4-го созыва.

## Биография
Окончил в 1983 году Ташкентский политехнический институт по специальности «инженер-механик». Начал политическую карьеру в 90-е годы, до мая 2005 года являлся первым заместителем председателя Государственного комитета по охране природы Республики Узбекистан, с мая 2005 года стал председателем этой государственной структуры.
В августе 2009 года избран председателем исполнительного комитета центрального совета (лидером) Экологического движения Узбекистана. Остался лидером движения после парламентских выборов 2009/2010 и 2014/2015. С 22 января 2010 года один из пяти заместителей спикера Законодительной палаты Олий Мажлиса. После создания Экологической партии Узбекистана в январе 2019 года, стал ее лидером и избрался в новый парламент Узбекистана.

## Примечание
1. ↑  Депутаты. parliament.gov.uz. Дата обращения: 3 января 2020. Архивировано 1 января 2020 года.